# Wspólnota administracyjna Grammetal
Wspólnota administracyjna Grammetal (niem. Verwaltungsgemeinschaft Grammetal) – dawna wspólnota administracyjna w Niemczech, w kraju związkowym Turyngia, w powiecie Weimarer Land. Siedziba wspólnoty znajdowała się w miejscowości Isseroda.
Wspólnota administracyjna zrzeszała dziewięć gmin wiejskich (Gemeinde)
1. Bechstedtstraß
2. Daasdorf a. Berge
3. Hopfgarten
4. Isseroda
5. Mönchenholzhausen
6. Niederzimmern
7. Nohra
8. Ottstedt a. Berge
9. Troistedt

31 grudnia 2019 wspólnota została rozwiązana, a tworzące ją gminy utworzyły nowa gminę (Landgemeinde) Grammetal.